# 卡羅爾鎮區 (密蘇里州德克薩斯縣)
卡羅爾鎮區（英語：Carroll Township）是位於美國密蘇里州德克薩斯縣的一個行政鎮區。

## 地方資料
卡羅爾鎮區的面積為119.88平方千米，當中陸地面積為119.86平方千米，而水域面積為0.02平方千米。根據2020年美國人口普查的數據，當地共有人口1013人，而人口密度為每平方千米8.45人。